# Liste des maires d'Issoudun
Cet article dresse une liste par ordre de mandat des maires d'Issoudun.

## Liste des maires

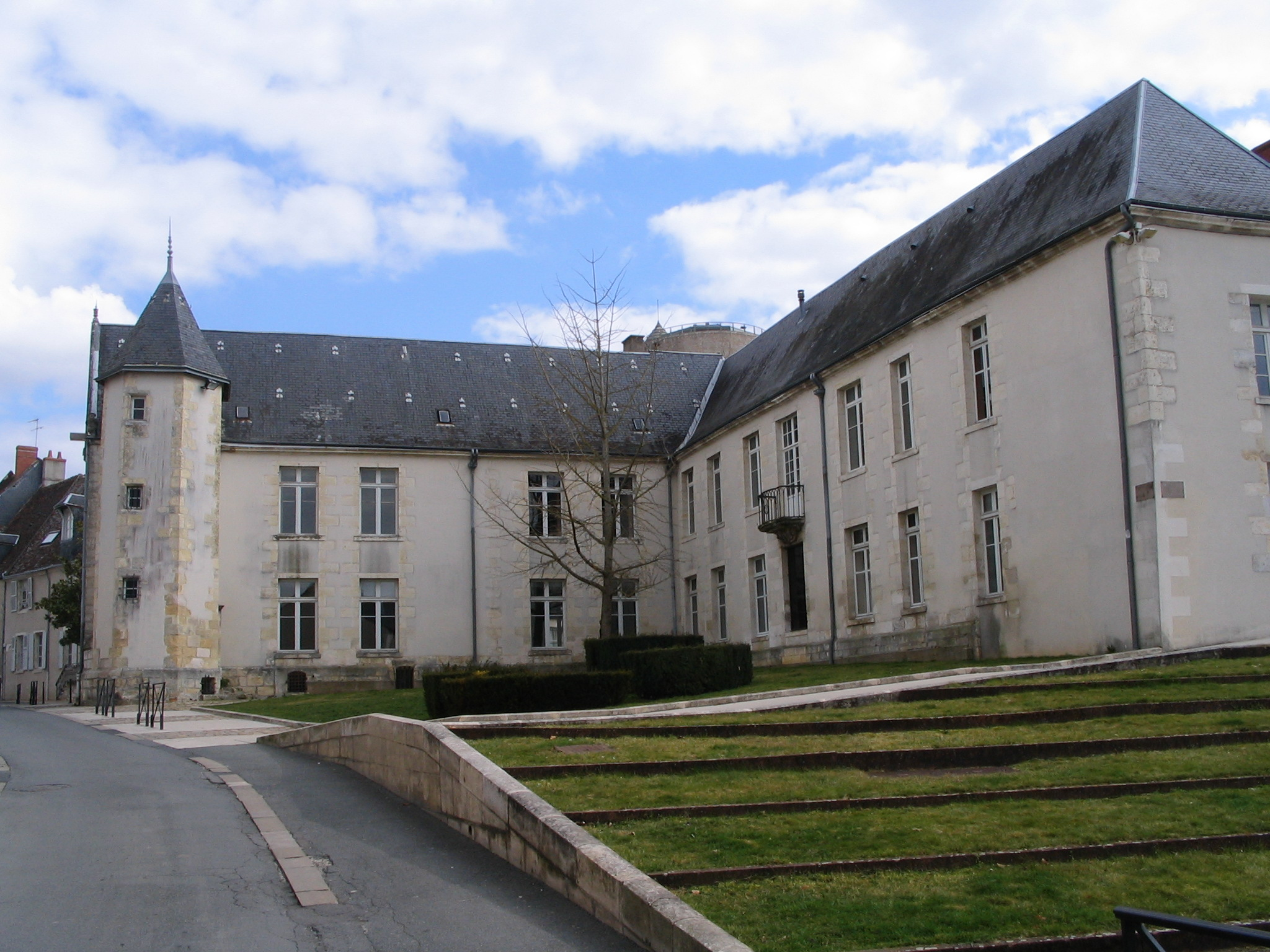
L'hôtel de ville d'Issoudun.

| Période                                  | Période       | Identité                             | Étiquette              | Qualité                                                                    |
| ---------------------------------------- | ------------- | ------------------------------------ | ---------------------- | -------------------------------------------------------------------------- |
| Les données manquantes sont à compléter. |               |                                      |                        |                                                                            |
| 1771                                     | 1791          | Jacques-François Heurtault du Mez    |                        |                                                                            |
| 1791                                     | 1792          | Gilbert Moireau                      |                        |                                                                            |
| 1792                                     | 1792          | M. Paulier                           |                        |                                                                            |
| 1793                                     | 1794          | Jean-Claude Charlemagne              |                        | Député                                                                     |
| 1794                                     | 1795          | Jean-Baptiste Barré de l'Épinière    |                        |                                                                            |
| 1795                                     | 1795          | Pierre Poya de L'Herbay              |                        | Député                                                                     |
| 1795                                     | 1796          | Joseph Fournier                      |                        |                                                                            |
| 1796                                     | 1797          | Pierre-Denis Gaignault de St-Soin    |                        |                                                                            |
| 1797                                     | 1798          | M. Demonferrand                      |                        |                                                                            |
| 1798                                     | 1799          | Pierre-Denis Gaignault de St-Soin    |                        |                                                                            |
| 1799                                     | 1808          | François Étienne Demonferrand        |                        |                                                                            |
| 1808                                     | 1812          | Girard de Villesaison                |                        |                                                                            |
| 1812                                     | 1817          | Louis Baucheron de La Châtre         |                        |                                                                            |
| 1817                                     | 1821          | Jean Thabaud-Linetière               |                        | Député                                                                     |
| 1822                                     | 1829          | Pierre-Antoine Muguet de Champalier  |                        |                                                                            |
| 1829                                     | 1832          | Jean Thabaud-Linetière               |                        | Député                                                                     |
| 1832                                     | 1834          | Jean-Philippe Baucheron de Boissoudy |                        |                                                                            |
| 1834                                     | 1840          | Théophile Pineau-Rapin               |                        |                                                                            |
| 1840                                     | 1846          | Charles Cochon de Lapparent          |                        |                                                                            |
| 1846                                     | 1848          | Jean Thabaud-Linetière               |                        | Député                                                                     |
| 1848                                     | 1848          | Genitour Bujon                       |                        |                                                                            |
| 1848                                     | 1849          | Aimé Feuillet                        |                        |                                                                            |
| 1849                                     | 1852          | Joseph Drechesne                     |                        |                                                                            |
| 1852                                     | 1867          | Théophile Daussigny                  |                        |                                                                            |
| 1867                                     | 1870          | Louis Moreau                         |                        |                                                                            |
| 1870                                     | 1870          | Adrien Lebon                         |                        |                                                                            |
| 1870                                     | 1874          | M. Guignard                          |                        |                                                                            |
| 1874                                     | 1876          | M. Jugand                            |                        |                                                                            |
| 1876                                     | 1877          | Alexandre Lecherbonnier              |                        |                                                                            |
| 1877                                     | 1877          | M. Dardy                             |                        |                                                                            |
| 1877                                     | 1879          | Alexandre Lecherbonnier              |                        |                                                                            |
| 1879                                     | 1880          | M. Louet                             |                        |                                                                            |
| 1880                                     | 1888          | Alexandre Lecherbonnier              |                        |                                                                            |
| 1888                                     | 1892          | Arthur Brunet                        |                        | Sénateur                                                                   |
| 1892                                     | 1899          | Jacques Dufour-Montcharmon           | Parti ouvrier français | Commerçant Député (1898-1913) Conseiller général (Canton d'Issoudun-Nord)  |
| 1899                                     | mai 1904      | M. Bonjour                           |                        |                                                                            |
| mai 1904                                 | 1914          | M. Guilpin                           |                        |                                                                            |
| 1914                                     | 1915          | M. Gourier                           |                        |                                                                            |
| 1916                                     | 1918          | M. Humbert                           |                        |                                                                            |
| 1918                                     | décembre 1919 | Jules Boisfard                       |                        |                                                                            |
| décembre 1919                            | 1927          | M. Jamet                             |                        |                                                                            |
| 1927                                     | mai 1929      | M. Liaument                          |                        |                                                                            |
| mai 1929                                 | 1940          | M. Mérillac                          |                        |                                                                            |
| 1940                                     | 1944          | François Chasseigne                  | Régime de Vichy        | Député                                                                     |
| 1944                                     | 1947          | M. de Laulerie                       |                        |                                                                            |
| 1947                                     | 1947          | M. Vallée                            |                        |                                                                            |
| 1947                                     | 1949          | Marcel Peyrat                        |                        | Député                                                                     |
| 1949                                     | 1971          | René Caillaud                        |                        | Comptable Député Sénateur                                                  |
| 1971                                     | 1977          | Maurice Rousselle                    |                        |                                                                            |
| 1977                                     | en cours      | André Laignel                        | PS                     | Universitaire Président de la CC du Pays d'Issoudun Député Député européen |